# Liste von Windkraftanlagen in Wien
Die Liste von Windkraftanlagen in Wien bietet einen Überblick über die installierten Windkraftwerke im Bundesland Wien.
Ende 2024 waren in Wien 9 Windkraftwerke mit einer installierten Gesamtleistung von 7,38 MW in Betrieb. Zu diesem Zeitpunkt gab es in ganz Österreich 1451 Anlagen mit einer gesamten Leistung von 4028 MW, die mit Abstand meisten davon in Niederösterreich und im Burgenland, keine in Vorarlberg, Tirol und Salzburg.

## Geschichte
Die erste Windkraftanlage Österreichs ging 1994 ans Netz, die erste Windkraftanlage Wiens folgte 1997. Diese Enercon E30 mit 50 Meter Nabenhöhe und einer Leistung von 225 kW zählt zu den ältesten und auch kleinsten Windkraftanlagen Österreichs.

## Übersicht
BJ = Baujahr; Anz. = Anzahl
| Name                       | BJ   | Gesamt- leistung (MW) | Anz. | Typ (WKA)               | Koordinaten                  | Projektierer / Betreiber | Bild / Bemerkungen |
| -------------------------- | ---- | --------------------- | ---- | ----------------------- | ---------------------------- | ------------------------ | --- |
| Windkraftanlage Donauinsel | 1997 | 0,225                 | 1    | Enercon E-30            | 48° 11′ 44″ N, 16° 27′ 20″ O | Wien Energie             | |
| Windpark Unterlaa          | 2004 | 4                     | 4    | Siemens Bonus 1 MW (4×) | 48° 7′ 28″ N, 16° 25′ 45″ O  | Wien Energie             | Eine der Anlagen gilt als erstes „Kunstwindrad“ Mitteleuropas, da der Turm mit der Grafik einer Künstlerin beklebt wurde. |
| Windpark Breitenlee        | 2002 | 2,55                  | 3    | Vestas V52 (3×)         | 48° 15′ 45″ N, 16° 31′ 14″ O | WEB Windenergie          | |
| Windkraftanlage Freudenau  | 1998 | 0,6                   | 1    | NEG Micon (1×)          | 48° 11′ 6″ N, 16° 27′ 50″ O  | Ökostrom AG              | |